# Sewickley
Sewickley ist eine Kleinstadt, mit dem Status eines Borough, im Allegheny County im Westen des US-amerikanischen Bundesstaates Pennsylvania. Die Gemeinde liegt am Ohio River, einer der wichtigsten Wasserstraßen im Osten der Vereinigten Staaten. Das U.S. Census Bureau hat bei der alle zehn Jahre stattfindenden Volkszählung, dem United States Census, im Jahr 2020 eine Einwohnerzahl von 3907 ermittelt.
Sewickley gehört zur Metropolregion Pittsburgh.

## Geografie
Sewickley liegt nordöstlich vom Ohio und erstreckt sich über 2,9 km², davon 2,59 km² Landmasse. Pittsburgh liegt 19 Kilometer Luftlinie flussabwärts im Südosten, der Pittsburgh International Airport (PIT) liegt 6,7 Kilometer entfernt im Südwesten auf der gegenüberliegenden Flussseite. Auf einer südlich vor Sewickley gelegenen Flussinsel im Ohio befindet sich die Neville Township. Die Sewickley Bridge überquert den Ohio River und verbindet Sewickley mit der Moon Township.
Sewickley hat vier Landgrenzen mit Edgeworth im Nordwesten, Glen Osborne im Südosten, Sewickley Heightsim Nordosten und der Aleppo Township im Osten. Auf der anderen Seite des Ohio River grenzt Sewickley neben der Moon Township an  Coraopolis.
Zusätzlich zu den vier Landgrenzen gehört Sewickley zusammen mit Bell Acres, Glenfield, Haysville, Leetsdale, der Leet Township und Sewickley Hills zum Quaker Valley School District. Diese Boroughs und Townships bilden zusammen eine lose definierte Region im Nordwesten des Allegheny County. Die meisten dieser Gemeinden – mit Ausnahme von Leetsdale und Teilen der Leet Township – nutzen das Postamt von Sewickley und teilen dessen Postleitzahl 15143.
Nächstgelegene weitere Großstädte sind Ohios Hauptstadt Columbus (270 km westlich), Cleveland in Ohio (190 km nordwestlich), Buffalo (320 km nordnordöstlich), Philadelphia (490 km östlich) und Pennsylvanias Hauptstadt Harrisburg (320 km östlich).

## Geschichte
Sewickley wurde erstmals am 31. Dezember 1767 urkundlich erwähnt.
1785 wurde das Tal um den Big Sewickley Creek vermessen und an Veteranen des Amerikanischen Unabhängigkeitskriegs verkauft. Nach der Schlacht von Fallen Timbers im Jahr 1794 begannen die Siedler in die Gegend zu strömen. Der Bau von Flachbooten, Kielbooten und Dampfschiffen bildeten eine Industrie entlang des Ohio River.
Im Jahr 1837 wurde das Frauenseminar von Edgeworth, das Edgeworth Female Seminary, von Pittsburgh nach Sewickley Bottom verlegt und im Jahr darauf die Sewickley Academy gegründet. Die Gemeinde entwickelte sich in der Folgezeit zu einem Bildungszentrum und wurde ab 1840 offiziell als Sewickleyville bezeichnet.
Die wachsende Gemeinde wurde am 6. Juli 1853 unter dem Namen Sewickley eingemeindet; im Jahr 1860 hatte sie bereits 795 Einwohner. Die Pittsburgh, Fort Wayne und Chicago Railway. 1887 wurde der Bahnhof von Sewickley, die „Old Sewickley Train Station“, an der Broad Street in Betrieb genommen. Das von der Pittsburgh, Fort Wayne und Chicago Railway im Tudor-Revival-Stil erbaute Gebäude wurde später von der Pennsylvania Railroad übernommen und weiterbetrieben.
Die Sewickley Bridge wurde 1911 fertiggestellt, was das Ende der lokalen Fährindustrie über den Ohio bedeutete.
Nach der Einstellung des Bahnverkehrs wurde das alte Bahnhofsgebäude im Oktober 1929 von seinem Fundament getrennt und in die Chadwick Street umgesetzt, wo es sich noch heute befindet und zunächst als Wohnhaus diente. 1944 wurde es von der American Legion Walter Robinson Post 450 erworben, benannt nach Walter Raleigh Robinson. Das Gebäude gilt heute als historisches Wahrzeichen der Pittsburgh History and Landmarks Foundation (PHLF).

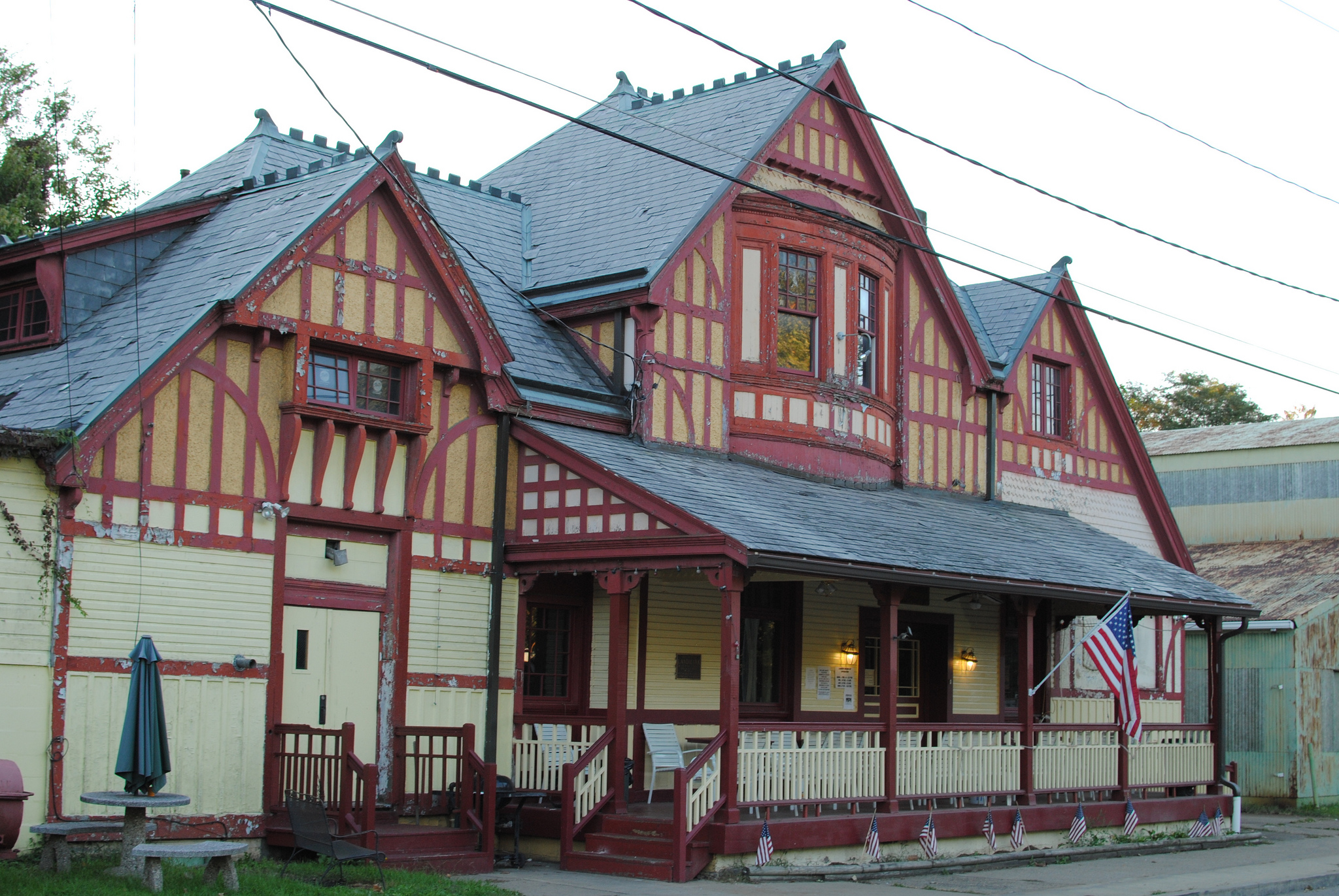
Old Sewickley Train Station (2010)

1934 wurde der „Ohio River Boulevard“ fertiggestellt, der am Nord- bzw. Westufer des Ohio verläuft und später Teil der Pennsylvania Route 65 wurde, die Pittsburgh im Süden mit Rochester im Norden verbindet und durch Sewickley führt. 1981 wurde die historische Sewickley Bridge aus dem Jahr 1911 durch eine moderne Durchlaufträgerbrücke ersetzt – eine Fachwerkbrücke aus Stahl.

### Namensherkunft
Laut dem Historiker Charles A. Hanna setzt sich Sewickley aus den Creek-Wörtern für Waschbär (sawi) und Stadt (ukli) zusammensetzt: „Stadt der Waschbären“. Hanna zufolge hat der Asswikale-Zweig der Shawnee seinen Namen wahrscheinlich von den benachbarten Sawokli Muscogee übernommen, bevor diese aus dem heutigen South Carolina nach Pennsylvania zogen. Berichte des Anthropologen Frederick Webb Hodge, der Presbyterianischen Kirche von Sewickley und der Sewickley Valley Historical Society stimmen in unterschiedlichem Maße mit der Etymologie von Hanna überein. Einige Einheimische halten Sewickley zudem für ein indianisches Wort, das „süßes Wasser“ bedeutet.

## Sehenswürdigkeiten

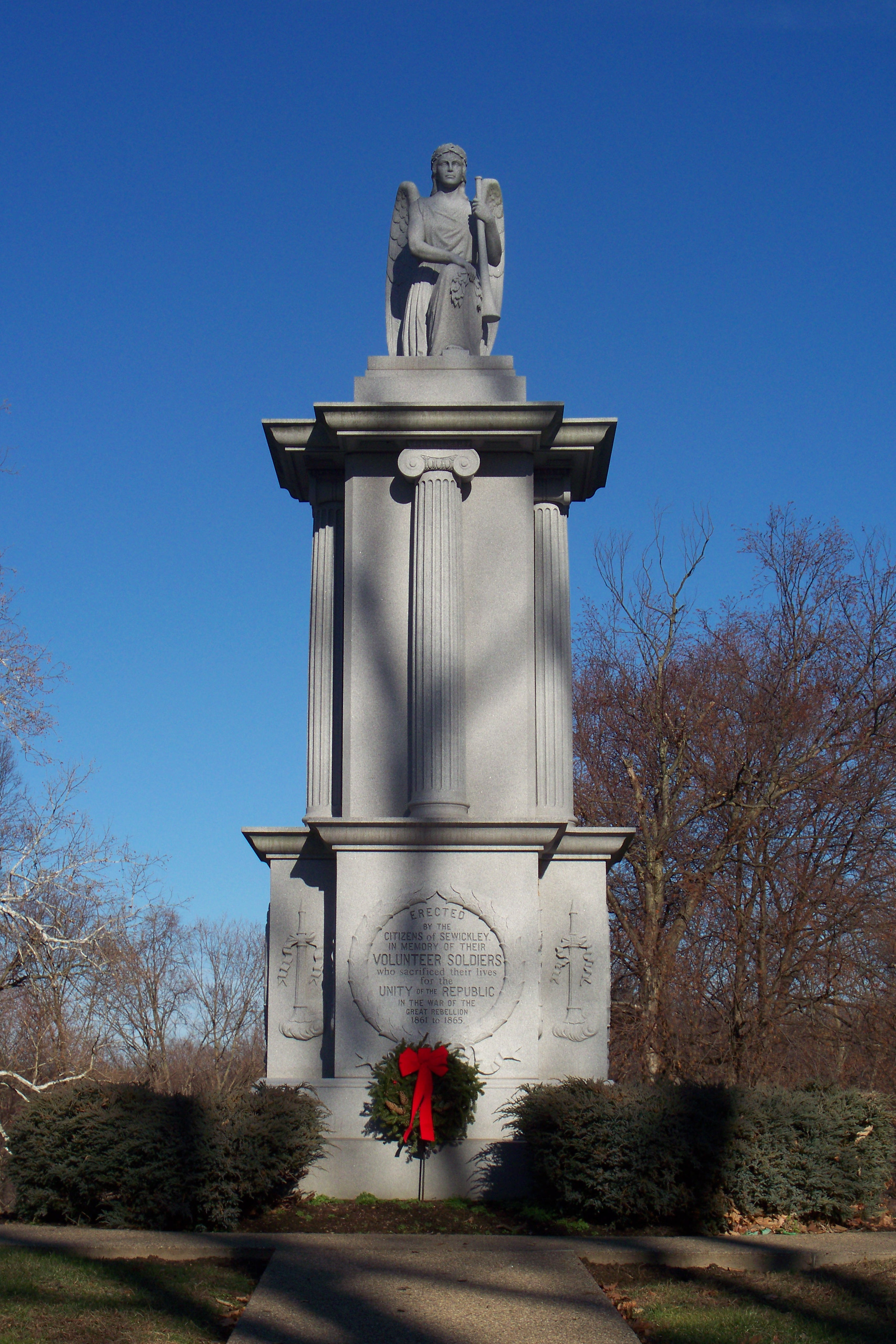
Civil War Memorial, Sewickley Cemetery

Der 1860 gegründete Friedhof von Sewickley, Sewickley Cemetery, liegt in Sewickley Heights im Osten der Stadt. Er ist die letzte Ruhestätte von mehr als 12.000 Menschen und beherbergt zwei Kriegsdenkmäler. Auf dem Gelände befinden sich zudem drei Mausoleen und mehrere Obeliske, darunter das Barret-, das Oliver- und das Joseph W. Craig-Mausoleum sowie der Burns-Obelisk, der Christy-Obelisk, der McKinney-Obelisk und das J.W. Porter Column.
Zu den Monumenten gehören das Bürgerkriegsdenkmal (Civil War Memorial) und das Heck-Monument. Das Bürgerkriegsdenkmal wurde 2005 zu Ehren der lokalen Veteranen des Amerikanischen Bürgerkriegs errichtet und hat eine Höhe von gut sechs Metern. An derselben Stelle stand zuvor eine 1866 errichtete Statue eines knienden Soldaten – diese wurde jedoch im Laufe der Jahre durch Witterungseinflüsse irreparabel beschädigt.
Ein weiteres Kriegsdenkmal ist das „Tuskegee Airmen Memorial“. Die Tuskegee-Airmen werden auf dem Friedhof mit zwei großen Blöcken aus schwarzem Granit gewürdigt. Ein Block ist mit den Namen von Veteranen aus West-Pennsylvania versehen, ein weiterer Block zeigt die Darstellung zweier Flugzeuge im Luftkampf.
Sewickley hat fünf Kirchen unterschiedlicher Glaubensgemeinschaften. Die St. James Roman Catholic Church ist die zentrale katholische Gemeinde im Ort und liegt neben der gleichnamigen Schule. Die Sewickley Presbyterian Church ist eine historische Kirchengemeinde. Die St. Stephen’s Anglican Church ist eine traditionell-anglikanische Kirche mit Fokus auf Liturgie und Musik. Die Sewickley United Methodist Church ist eine offene familienfreundliche Gemeinde. Die afroamerikanische Gemeinde wird durch die Mt. Olive Baptist Church vertreten, die eine lange lokale Geschichte besitzt.

## Wirtschaft und Verkehr

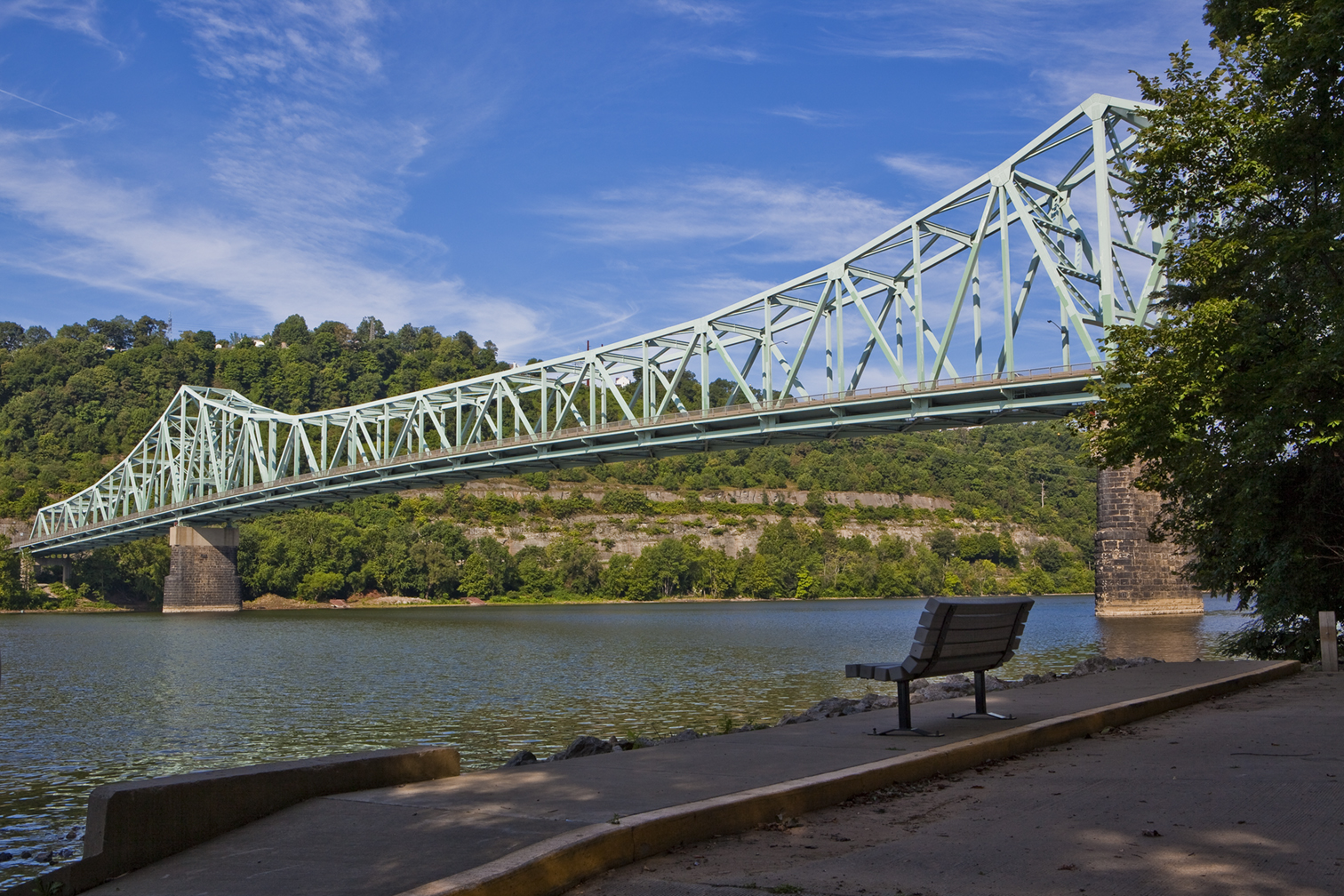
Sewickley Bridge über den Ohio River

Die Wirtschaft von Sewickley besteht aus Dienstleistungs- und Baugewerbe, Einzel- und Großhandel sowie Immobilienvermietung. Im Jahr 2023 waren 407 Personen im Einzelhandel beschäftigt, 309 Personen im wissenschaftlichen und technischen Bereich und es gab 219 Beschäftigte im Gesundheits- und Sozialwesen. Die Gesundheits- und Bildungsangebote der Gemeinde und die verkehrsgünstige Lage zu Pittsburgh machen Sewickley zu einem beliebten Wohnort für Pendler.
Durch das Zentrum von Sewickley führt die parallel zum Ohio verlaufende Pennsylvania State Route 51 (PA Route 65). Der nächste größere Bahnhof mit Amtrak-Anbindung befindet sich in Pittsburgh. Der öffentliche Nahverkehr wird durch die Port Authority of Allegheny County bereitgestellt. Buslinien verbinden Sewickley mit umliegenden Gemeinden und der Innenstadt von Pittsburgh.
Die Sewickley Bridge ist eine Fachwerkbrücke aus Stahl, die den Ohio River bei Sewickley und der Moon Township überspannt und die State Route 4025 sowie den Orange Belt trägt.
Neben mehreren Kirchen und Schulen beherbergt Sewickley ein Gemeindezentrum, eine öffentliche Bücherei, eine Herberge und Begegnungsstätte des christlichen Vereins junger Menschen (YMCA) und das Sweetwater Zentrum der Künste. Sewickley ist zudem Teil des Gesundheitsnetzwerks von Heritage Valley. Zu den Veranstaltungen der Gemeinde gehören das Harvest Festival (Erntedankfest), die Light Up Night, der May Mart (Maimarkt), die Parade zum Memorial Day und der Weihnachtsumzug im Dezember, die Santa Parade.
Neben dem Chadwick Street Park und dem Riverside Park ist der War Memorial Park ein beliebter Treffpunkt mit Spielplätzen, Sportfeldern und Picknickbereichen. Die Flussnähe ermöglicht Aktivitäten wie Angeln und Bootfahren. In der Umgebung gibt es mehrere Wander- und Radwege (engl. trails), darunter der Montour Trail.

## Demografische Daten
Nach der Volkszählung im Jahr 2020 lebten in Sewickley 3907 Menschen; den Höhepunkt erreichte Sewickley in den 1960er-Jahren mit 6157 Einwohnern. Es gab laut der American Community Survey (ACS) aus dem Jahr 2023 durchschnittlich 1633 Haushalte in 2.008 Wohngebäuden, die Eigenheimquote betrug 69,4 Prozent. Dabei liegt der durchschnittliche Grundstücks- und Gebäudepreis bei 449.700 US-Dollar (Stand: 2025).
Die Beschäftigungsrate lag bei 63,9 Prozent und das mittlere Haushaltseinkommen betrug 94.828 US-Dollar, damit 21.002 US-Dollar über dem Durchschnitt des US-Bundesstaates Pennsylvania. 60,1 Prozent der Bevölkerung hatten mindestens einen Bachelor- oder vergleichbaren akademischen Abschluss. Nur 2,4 Prozent der Bewohner hatten keine Krankenversicherung. Das Durchschnittsalter in Sewickley betrug im Jahr 2023 38,9 Jahre und lag damit 2,2 Jahre unter dem Durchschnitt von Pennsylvania.
Ethnisch betrachtet setzte sich die Bevölkerung zusammen aus 3346 Weißen (86,9 Prozent), 95 Afroamerikanern, 15 Asiaten; 331 Einwohner besaßen zwei oder mehr Ethnien. Unabhängig von der ethnischen Zugehörigkeit waren 63 Einwohner spanischer oder lateinamerikanischer Abstammung. Der Ausländeranteil lag bei 16,4 Prozent, d. h. Personen, die nicht in den Vereinigten Staaten geboren wurden.

## Politik, Bildung und Gesundheitswesen

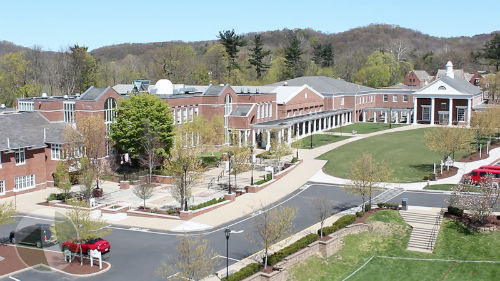
Campus der Sewickley Academy

Sewickley ist in Wahlbezirke (engl. wards) unterteilt und wird von einem Bürgermeister sowie einem aus neun Mitgliedern bestehenden Gemeinderat regiert, wobei drei Mitglieder aus jedem Wahlbezirk stammen. Die Mitglieder werden für eine Amtszeit von vier Jahren gewählt. Der derzeitige Bürgermeister von Sewickley ist George Shannon. Die aktuellen Mitglieder des Gemeinderats sind dessen Vorsitzende Cynthia Mullins, deren Stellvertreterin Julie Barnes, der kommissarische Vorsitzende Thomas Rostek sowie Bridgett Bates, Brian Bozzo, Todd Hamer, Donna Korczyk, Todd Renner und Anne Willoughby (Stand: 2025).
In der Gemeinde gibt es mehrere Privatschulen, darunter die Sewickley Academy, die St. James Catholic School, die Eden Christian Academy und die Montessori Children’s Community. Das öffentliche Schulsystem gehört dem Quaker Valley School District angehört. Er gilt als einer der besten und akademisch höchstbewerteten Schulbezirke des Landes: Im Frühjahr 2006 wurde die Quaker Valley High School vom U.S. News & World Report zu den besten zwei Prozent der High Schools des Landes gezählt. Die zum Bezirk gehörende Sewickley Public Library wurde dreimal in Folge vom Library Journal die Auszeichnung „Star Library“ verliehen; sie gehört regelmäßig zu den 25 größten Bibliotheken im „Book of Lists“ des American City Business Journals (auch: Pittsburgh Business Times).
Innerhalb der Gemeindegrenzen von Sewickley Borough (nicht zu verwechseln mit den umliegenden Townships) befindet sich neben der Sewickley Academy auch die St. James School, eine Grundschule (engl. primary school).
Sewickley beherbergt das Sewickley Valley Hospital, das Teil des Heritage Valley Health System ist. Es bietet umfassende Gesundheitsversorgung für die Einwohner der benachbarten Bezirke Allegheny, Beaver, Butler und Lawrence sowie für Teile der angrenzenden Bundesstaaten Ohio und West Virginia, speziell den Osten Ohios der an Pennsylvania grenzt und die nordöstliche Landzunge West Virginias am Ohio, die ebenfalls an Pennsylvania grenzt und als Northern Panhandle of West Virginia bezeichnet wird (engl. für Pfannenstiel).
Heritage Valley bietet medizinische, chirurgische und diagnostische Dienstleistungen in seinen Krankenhäusern sowie angeschlossene Facharztpraxen. Hierzu gehören die Heritage Valley Medical Group, Tri-State Obstetrics and Gynecology und Heritage Valley Pediatrics.

## Populärkultur
1995 wurde der Film Roommates in und um Pittsburgh, einschließlich Sewickley, gedreht. Ebenfalls 1995 wurden Teile der Komödie Der Hausfreund auf den Hauptstraßen von Sewickley, der Broad Street und der Beaver Street, gefilmt. Das Geschäft von Bruegger’s Bagels auf der Beaver Street wurde während der Dreharbeiten vorübergehend in ein funktionierendes McDonald’s-Restaurant umgewandelt.
Im Jahr 2002 wurden Szenen von Die Mothman Prophezeiungen in der Umgebung von Sewickley gefilmt. Szenen der Netflix-Serie Süße Magnolien wurden an der Kreuzung von Broad Street und Beaver Street gedreht. Foxcatcher wurde im Oktober 2012 in der Umgebung von Sewickley gedreht. Szenen aus Jack Reacher und The Lifeguard (2013) wurden in der Nähe der Sewickley Manor Apartments aufgenommen.
Die fiktive Modellstadt Elgin Park im Maßstab 1:24, des Künstlers und Fotografen Michael Paul Smith, basiert lose auf Sewickley. Sid Lang, eine der Hauptfiguren in Wallace Stegners Roman Crossing to Safety aus dem Jahr 1987, wuchs in Sewickley auf.

## Söhne und Töchter der Stadt
- Tom Barrasso (* 1965), Eishockeyspieler
- Robert Carothers (* 1942), Schriftsteller und 10. Präsident der Universität von Rhode Island
- Michael Cerveris (* 1960), Schauspieler und Musiker
- Caitlin Clarke (1952–2004), Schauspielerin
- Dan Cortese, Schauspieler und ehemaliger MTV-Moderator
- Sidney Crosby (* 1987), Eishockeyspieler der Pittsburgh Penguins
- William Fitzsimmons (* 1978), Musiker
- Sergei Gonchar (* 1974), ehemaliger Eishockeyspieler der Pittsburgh Penguins und Assistenztrainer lebte in Sewickley
- Beth Gutcheon (* 1945), Schriftstellerin
- Christa Harmotto (* 1986), Volleyballspielerin, die an Olympia teilnahm
- Franco Harris (1950–2022), ehemaliger Spieler der Pittsburgh Steelers
- Shawn Holman, ehemaliger Pitcher der Detroit Tigers
- Chuck Knox (1932–2018), ehemaliger Head Coach der NFL
- Ray Krawczyk, professioneller Baseballspieler
- Mario Lemieux (* 1965), ehemaliger Eishockeyspieler der Pittsburgh Penguins
- Evgeni Malkin (* 1986), Eishockeyspieler der Pittsburgh Penguins
- Wentworth Miller (* 1972), Schauspieler, der die Quaker Valley High School besuchte
- Charles I. Murray, Brigadegeneral des United States Marine Corps (USMC) und Empfänger des Navy Cross und des Army Distinguished Service Cross
- Chuck Noll (1932–2014), ehemaliger langjähriger Head Coach der NFL
- Rissi Palmer, Country-Musikern
- Jane H. Rider, Wissenschaftlerin und Bakteriologin
- Keith Rothfus (* 1962), Politiker der Republikanischen Partei, der seit 2013 den Westen des Bundesstaats Pennsylvania (12. District) im Repräsentantenhaus der Vereinigten Staaten vertritt; er lebt mit seiner Familie in Sewickley
- Bianca Smith (* 1991), Baseballtrainerin der Red Sox
- George R. Stewart (1895–1980), Schriftsteller und Sprachenforscher
- Kathleen Tessaro (* 1965), Schriftstellerin
- Mike Tomczak (* 1962), ehemaliger Footballspieler und Quarterback in der NFL
- Ken Whitlock (1920–2012), Footballspieler und erster schwarzer Spieler der Toronto Argonauts